# Indicador universal

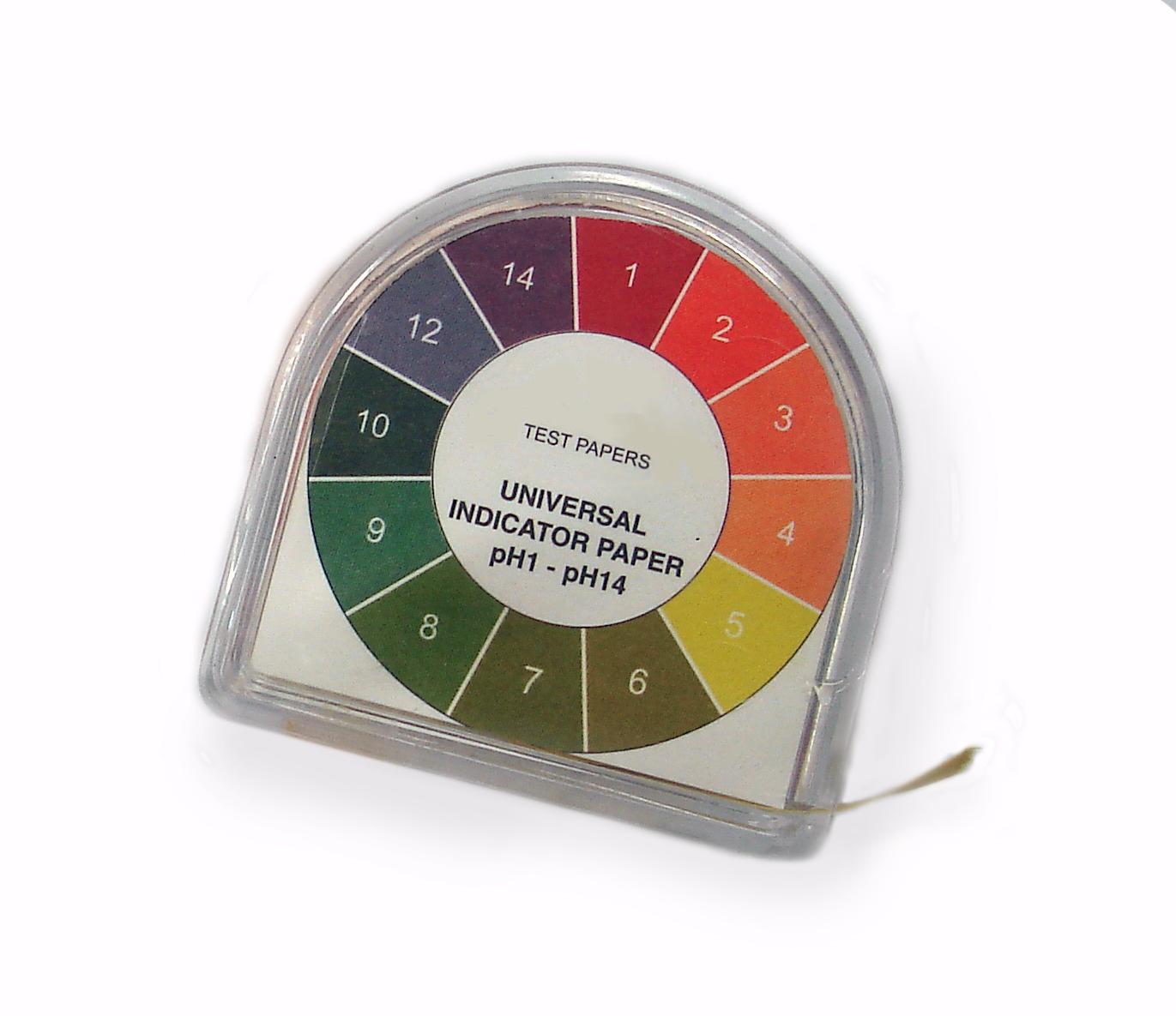
Um exemplo de Indicador Universal

Indicador universal é uma mistura de indicadores de pH, normalmente em solução ou secos em tiras de papel absorvente, que apresentam distintas cores para cada pH de 1 a 14. Tabelas com cores padrões do produto para os pH medidos são fornecidos com as tiras.

## Detalhes
Normalmente são variações da formulação originalmente proposta por Yamada em 1923. Detalhes dessa patente podem ser encontrados no Chemical Abstracts..
Apresentam em sua formulação, por exemplo, uma mistura de alfa-naftolftaleína, azul de bromotimol, fenolftaleína, timolftaleína, e vermelho de metilo.
Indicadores que são misturas de dois ou ainda de três outros, não são indicadores universais e sim indicadores mistos e se prestam a dar destaque em intervalos de pH específico, como misturas de verde de bromocresol com vermelho de metilo e azul de metileno com vermelho de metilo.
Alguns fabricantes têm apresentado seus indicadores universais de pH em tiras plásticas contendo diversas porções, cada uma contendo uma formulação específica de indicador universal, visando maior precisão nos resultados pela combinação das cores obtidas em cada segmento.
Indicadores universais podem ser dissolvidos em meios gelatinosos para diversos fins, incluindo bacteriológicos e até em outros meios, como silicatos (tetraetilortosilicatos) e com o auxílio de surfactantes.
Um indicador universal é tipicamente composto de água, metanol, 1-propanol, fenolftaleína (sal de sódio), vermelho de metilo, azul de bromotimol (sal monosódio), e azul de timol (sal monosódio) 
As cores que indicam o pH de uma solução, após adicionar-se um indicador universal são:
| Intervalo de pH | Descrição   | Cor        |
| --------------- | ----------- | ---------- |
| 0 - 2           | Ácido forte | Vermelho   |
| 2 - 4,8         | Ácido       | Laranja    |
| 4,8 - 7         | Ácido fraco | Amarelo    |
| 7               | Neutro      | Esverdeado |
| 7 - 7,5         | Base fraca  | Verde      |
| 7,5 - 11        | Base        | Azul       |
| 11 - 14         | Base forte  | Lilás      |

## Formulações

### I
O indicador universal de Yamada:
Para preparar 1000 mL do indicador, dissolva as seguintes quantidade em 500 mL de etanol:
- Azul de timol 0.025 g
- Vermelho de metila 0.060 g
- Azul de bromotimol 0.300 g
- Fenolftaleína 0.500 g

Neutralize a solução (a cor verde) com hidróxido de sódio (NaOH) 0.05 M e dilua a 1000 mL com água destilada ou deionizada.

### II
Uma formulação de indicador universal facilmente produzível pode ser a seguinte:
- Etanol (75 mL)
- Azul de timol (5 mg)
- Vermelho de metila (25 mg)
- Azul de bromotimol (60 mg)
- Fenolftaleína (60 mg)
- Água destilada ou deionizada (completar até 100 mL)
- Hidróxido de sódio a 0.01 mol.L−1 (algumas gotas até a obtenção de uma tonalidade verde)

### III
Outra formulação, de um indicador universal com gama de cores variando em pH 1,0 a 12,0:
- Etanol (1000 mL)
- Azul de bromotimol (0,500g)
- Vermelho de metila (0,120g)
- Fenolftaleína (1,00g)
- Hidróxido de sódio a 0.05 mol.L−1 (algumas gotas até a obtenção de uma tonalidade ...

### IV
Ainda outra formulação, com metodologia mais complexa de preparação:
- Preparar uma a uma as seguintes soluções:

1. Pesar 0,6 g de alaranjado de metila. Dissolver com água, aproximadamente 50 ml, com aquecimento.
2. Pesar 0,4 g de vermelho de metila. Dissolver com etanol, aproximadamente 50 ml, com aquecimento.
3. Pesar 0,8 g de azul de bromotimol. Dissolver em 23 ml de hidróxido de sódio 0,1 N. Acrescentar 50 de etanol.
4. Pesar 0,2 g de fenolftaleína. Dissolver com etanol, aproximadamente 50 ml.

Misturar todas estas soluções, com o acréscimo de 800 ml de etanol.
Deve ser engarrafada em frasco de vidro âmbar. Conserva-se por 12 meses.